# Bachleda (nazwisko)
Bachleda (forma żeńska: Bachleda, liczba mnoga: Bachledowie) – polskie nazwisko.

## Etymologia nazwiska
Powstałe od rumuńskiej nazwy osobowej Bachlit, ta zaś od rumuńskiego băchlit – „stęchły, mrukliwy”. Notowane od 1638 roku.

## Demografia
Na początku lat 90. XX wieku w Polsce mieszkały 432 osoby o tym nazwisku, najwięcej w dawnym województwie nowosądeckim – 289. W 2002 roku, według bazy PESEL mieszkały w Polsce 573 osoby o nazwisku Bachleda, najwięcej w powiecie tatrzańskim.
Nazwisko Bachleda często występuje z przydomkiem pełniącym rolę nazwiska. Najpopularniejsze z nich to Bachleda-Curuś, Bachleda-Wala i Bachleda-Księdzularz.